# Melissa Monet
Melissa Monet, née le 16 juillet 1964 à New York, est une actrice et productrice américaine de films pornographiques.

## Distinctions[1]

### Nominations auxAVN Award
- 2005 : Best Screenplay, Video – Killer Sex and Suicide Blondes (avec George Kaplan et Michael Raven)
- 2006 : Best Art Direction, Video – Camp Cuddly Pines Powertool Massacre
- 2010 : Best Actress – My Daughter's Boyfriend
- 2011 : Best All-Girl Couples Sex Scene – River Rock Women's Prison (avec Justine Joli)
- 2011 : Best Supporting Actress – River Rock Women's Prison

## Filmographie
actrice
- 1994 : Bad Girls 3: Cell Block 69
- 1994 : Pussyman 8: The Squirt Queens
- 1995 : The Butt Sisters Do Daytona
- 1995 : Women on Fire
- 1996 : Rainwoman 9: Wetlands
- 1996 : Where the Girls Sweat: Not the Sequel
- 1997 : Capitaine Orgazmo
- 1997 : Pussyman 13: Lips
- 1998 : Taboo 14: Kissing Cousins
- 2004 : Veronica's Game
- 2005 : Clusterfuck
- 2008 : Lesbian Seductions: Older/Younger 23
- 2008 : MILF Magnet 2
- 2009 : Lesbian Adventures: Older Women Younger Girls 1
- 2009 : Lesbian Adventures: Victorian Love Letters
- 2009 : Mother-Daughter Exchange Club 6
- 2010 : Mother-Daughter Exchange Club 11
- 2010 : Lesbian Adventures: Wet Panties
- 2011 : Lesbian Seductions: Older/Younger 35
- 2011 : Women Seeking Women 74
- 2012 : Mommy and Me 3
- 2013 : Mother Lovers Society 8
- 2014 : Watch Me Diddle My Pussy
- 2014 : Lesbian Babysitters 12

réalisatrice
- 1997 Two of a Kind
- 1998 Porn... It's a Living
- 2000 Sex Files: Sexually Bewitched
- 2001 Scandal: Sin in the City
- 2002 Deviant Desires (téléfilm)
- 2010 To Protect and to Serve
- 2010 Blu Dreams 2
- 2010 To Protect and to Serve 2
- 2012 Mother Lovers Society Vol. 7
- 2013 Shades of Pink
- 2014 Girls Kissing Girls 15